# Nemes Wanda
Nemes Wanda (Tata, 1983. december 24. –) magyar színésznő.

## Életpályája
Gyermekkorát Püspökladányban töltötte, ahová családjával költözött. A debreceni Ady Endre Gimnáziumban érettségizett 2002-ben. 2002–2006 között a Színház- és Filmművészeti Egyetem hallgatója volt, ahova elsőre felvették. Egyetemi gyakorlatát a Nemzeti Színházban töltötte, melynek tagja volt 2006–2008 között. 2008–2009-ben szabadúszó volt, majd az Újszínház tagja lett.
Férje 2021-ig Jánosi Dávid színész volt.

## Fontosabb színházi szerepei
- Kocsis István: Az áldozat (Stefánia) – 2014/2015
- Wass Albert: A funtineli boszorkány (Nuca, fiatal lány) – 2014/2015
- Topolcsányi Laura: A toll (Sajtos Gizella, Primadonna) – 2014/2015
- Szabó Magda: Az a szép fényes nap (A Lány) – 2013/2014
- Harsányi Zsolt: A bolond Ásvayné (Zelmányi Franciska) – 2013/2014
- Vaszary János: A vörös bestia (Hedvig, Lamberték Lánya) – 2013/2014
- Jókai Mór: A bolondok grófja (Iringa Grófkisasszony) – 2013/2014
- Móricz Zsigmond: Nem élhetek muzsikaszó nélkül (Pólika, A Felesége) – 2013/2014
- Németh László: Bodnárné (Örzsi) – 2012/2013
- Páskándi Géza: Vendégség (Mária, Szolgáló) – 2011/2012
- Thomas Mann: A Varázshegy (Clawdia Chauchat) – 2011/2012
- Alekszandr Nyikolajevics Osztrovszkij: Erdő (Akszinyja Dnyilovna (Akszjusa)) – 2010/2011
- Michel de Ghelderode: Virágoskert (Szereplő) – 2010/2011
- Závada Pál: Bethlen (Simoni Györgyné) – 2010/2011
- Szálinger Balázs – Márta István: Csodálatos mobilvilág (A Jó, A Jó) – 2010/2011
- William Shakespeare: Ahogy tetszik (Komorna, Juci, Parasztlány) – 2009/2010
- John Steinbeck: Édentől Keletre (Abra Bacon, Aron Menyassyoya) – 2009/2010
- Molnár Ferenc: A Hattyú (Alexandra Hercegnő ) – 2009/2010
- Jókai Mór: A kőszívű ember fiai (Liedenwall Edit) – 2008/2009
- Ray Cooney: Kölcsönlakás (Miss Wilkinson) – 2007/2008
- Spiró György: Szilveszter (Kitaiba) – 2007/2008
- Efrájim Kishon: A házasságlevél (Ajala, A Lányuk) – 2006/2007
- Szomory Dezső: Hermelin (Sz. Hárfás Gizi) – 2006/2007
- Vörösmarty Mihály: Csongor és Tünde (Ledér) – 2006/2007
- Gerhart Hauptmann: A bunda (Leontine, Wolff Nagyobbik Leánya) – 2005/2006
- Pedro Calderón de la Barca: Az élet álom (Estrella) – 2005/2006
- Euripidész: Alkésztisz (Szolgálónő) – 2004/2005

## Film- és tévészerepei
- A színésznő (2018)
- A galamb papné (2013)
- Keleti pu. (2010)
- Panel (2008)
- Presszó (2008)